# Gmelina integrifolia
Gmelina integrifolia là một loài thực vật có hoa trong họ Hoa môi. Loài này được Hunter ex Ridl. mô tả khoa học đầu tiên năm 1909.